# Kruisvlieger

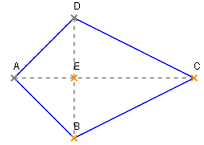
schematische weergave van een kruisvlieger

Kruisvlieger of traditionele vlieger: dit vliegermodel is een platte vlieger, met een frame van stokken. 
In vele landen over de wereld zijn varianten op dit model ontwikkeld en zo kent 
elke regio z'n eigen vorm. 
De mooiste modellen komen ongetwijfeld uit China, 
waar ook een beetje diepte aan het model is toegevoegd door dieren na te 
bootsen met bijvoorbeeld een lijf en met ogen (onder andere vlinders en vogels). Bekend zijn 
ook de vechtvliegertjes uit het Verre Oosten, een simpel frame van bamboe en 
rijstpapier, welke je door, tijdens het vliegeren, op het juiste moment te trekken (als de neus naar boven 
gericht staat), de lucht in kan sturen. 
De driedimensionale vliegers maken gebruik van de ruimte en hebben en rechthoekige of sterachtige vorm. De bekende doosvlieger 
is hiervan een voorbeeld, maar ook de facetvlieger in al zijn variaties is bekend. De meest polaire vlieger is de wereldberoemde Cody, een dubbele doosvlieger met 
vleermuisachtige vleugels aan de voor en achterkant. 
De stokloze vliegers hebben
dus geen hard materiaal en bestaan alleen uit stof, zoals de zakvlieger en 
de parafoil. Een combinatie met een paar stokken levert de eenvoudig te maken 
sleevlieger op een kindermodel van 60 cm, maar ook grote 
broer de dubbele sleevlieger van 4 bij 5 meter, en niet te vergeten de modellen van 
Peter Lynn uit Nieuw-Zeeland, die onder andere de grootse vlieger van de wereld 
maakte (de Trilobiet-80 meter lang).
Inmiddels zijn er ook een aantal bijzondere vormen ontwikkeld, zoals een 
cirkelvormige vlieger, maar het leuke is dat je eindeloos met de basisvormen kan 
experimenteren, zowel in vorm en grootte, maar ook met de kleur en het 
aanbrengen van tekeningen, waardoor unieke exemplaren zijn ontstaan. Bij het
maken en ontwerpen van vliegers zijn de creatieve mogelijkheden oneindig. Veelal 
zijn deze unieke vormen aan te treffen op vliegerfeesten.